# ZF41

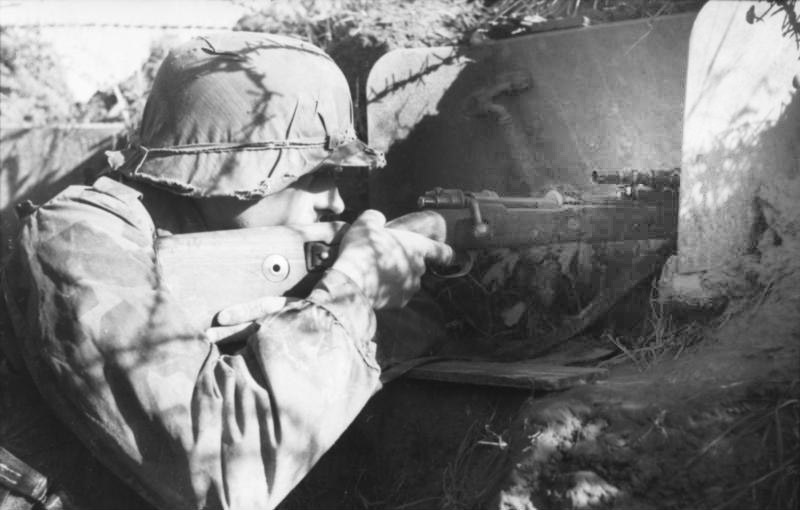
Żołnierz polowej dywizji Luftwaffe z karabinkiem Mauser Kar98k wyposażonym w celownik ZF41

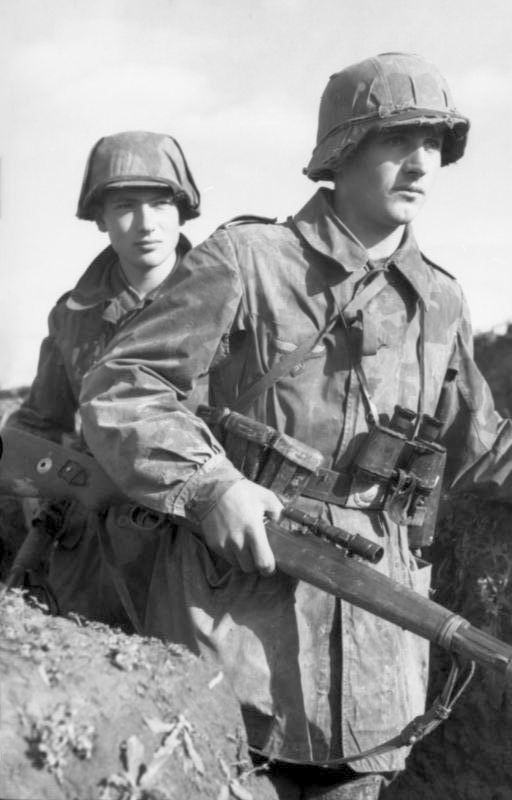
Żołnierz polowej dywizji Luftwaffe z karabinkiem Mauser Kar98k wyposażonym w celownik ZF41

Zielfernrohr 41 (ZF41) – niemiecki celownik optyczny z okresu II wojny światowej.

## Historia
Doświadczenia z kampanii wojennych w Polsce i Francji wykazały, że istnieje potrzeba zwiększenia celności niemieckich strzelców wyborowych w małe cele, takie jak szczeliny w schronach i tak dalej. ZF41 przeznaczony był do użytku przez strzelców wyborowych jako luneta snajperska, ale ponieważ w miarę postępu wojny Wehrmachtowi rozpaczliwie brakowało karabinów wyborowych, ZF41 był wykorzystywany także jako celownik optyczny.

## Opis
Początkowo celownik został opracowany w 1940 roku pod oznaczeniem ZF40. Kiedy rok później rozpoczęła się masowa produkcja, zmieniono jego oznaczenie na ZF41. Późniejszy model celownika oznaczony jako ZF41-1 lub ZF41/1 przeszedł niewielką modyfikację, z uproszczonym systemem soczewek wewnętrznych i mniejszym okularem, choć zewnętrznie był bardzo podobny do ZF41. Celowniki były przerabiane przed wydaniem, często z wyfrezowanym wcześniej oznaczeniem lub z przekreśleniami i przemianowane na ZF41 lub ZF41-1.
ZF41 o powiększeniu 1,5×, przeznaczony był do karabinka Mauser Kar98k. Posiadał szynę montażową, która była przymocowana po lewej stronie szczerbinki. Wczesna produkcja ZF41 została dopasowana do specjalnie dobranych karabinków. Wraz ze wzrostem produkcji, Niemcy opracowali wymienny montaż polowy celownika, co doprowadziło do wzrostu liczby karabinków z celownikami i obniżenia ich celności. ZF41 posiadał do celowania klasyczny układ dwóch poziomych belek po bokach i pionowej belki dolnej.
Od 1942 roku sześć procent wszystkich Kar98k miało być wyposażonych w ZF41, ale nie ma co do tego pewności, bo do 1944 roku karabinki wyposażone w celownik ZF41 nie znajdowały się w inwentarzu i nie były uważane za broń snajperską. Produkcją celownika zajmowały się kolejno: Berlin-Lübecker Maschinenfabrik (1941–1942), Mauser-Werke Borsigwalde (1942–1943) i Mauser-Werke Oberndorf Waffensysteme GmbH (1943–1945). Szacuje się, że do końca II wojny światowej wyprodukowano około 100 tysięcy celowników ZF41.

## Ocena
Zaletą celownika ZF41 jako lunety snajperskiej było większe prawdopodobieństwo trafienia w cel niż byłoby to w przypadku standardowych mechanicznych przyrządów celowniczych. Jednak według niemieckiego strzelca wyborowego austriackiego pochodzenia Josefa Allerbergera ZF41 miał tak małą przezierność i wąskie pole widzenia, że nie nadawał się dla strzelca wyborowego. W swoich wspomnieniach przytoczył opinię wykładowcy szkoły strzelców wyborowych w pobliżu Judenburga, na temat ZF41: 

Strzelanie za pomocą takiego gówna mogły sobie wydumać jedynie gryzipiórki z administracji. Ci grzejący fotele faceci mają tyle pojęcia o strzelectwie wyborowym, ile ma kot o gwiazdach.